# Beilschmiedia gitingensis
Beilschmiedia gitingensis là loài thực vật có hoa trong họ Nguyệt quế. Loài này được (Elmer) Kosterm. miêu tả khoa học đầu tiên năm 1962.